# 青年波斯尼亚
青年波斯尼亚是第一次世界大战前奧匈帝國統治下的波士尼亞和赫塞哥維納的一场革命运动，成员主要是塞尔维亚族学生，但也包括穆斯林和克罗地亚人。意识形态包括南斯拉夫主義和大塞爾維亞 。青年波斯尼亚运动受到了德国浪漫主义、无政府主义、俄罗斯革命社会主义、陀思妥耶夫斯基、尼采和科索沃战役的启发。

## 伸延閱讀
- Palavestra, Predrag. . Balcanica. 2010, (41): 155–184. doi:10.2298/BALC1041155P.